# Emily (obra de teatro)

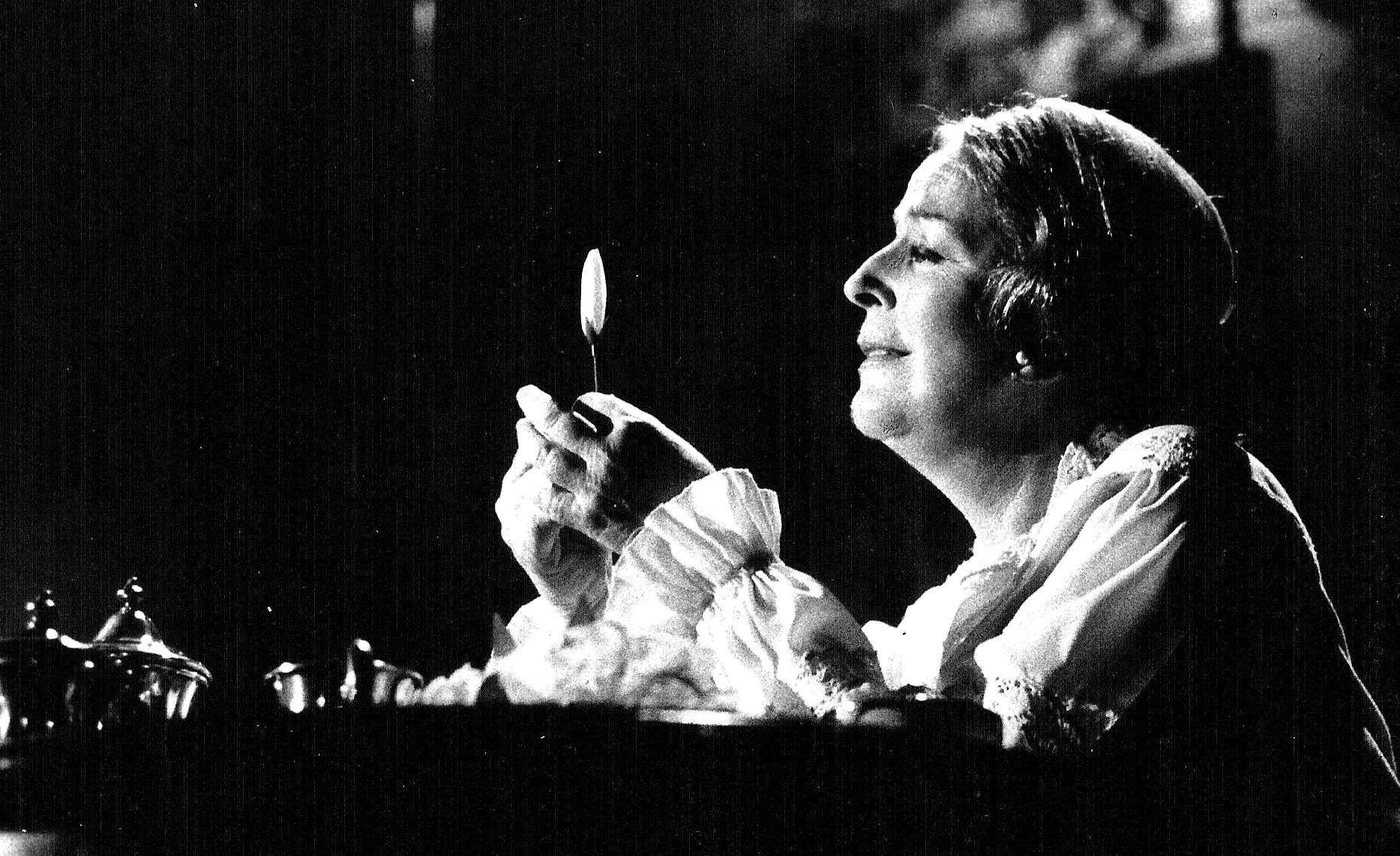
China Zorrilla como Emily Dickinson, 1980.

Emily (The Belle of Amherst, en su título original) es un monólogo teatral en un acto de William Luce, estrenado el 28 de abril de 1976 en el teatro Longacre de Nueva York protagonizada por Julie Harris, que ganó su quinto Premio Tony por su personificación de la poeta Emily Dickinson. La notable actriz revivió el papel en Seattle, Los Ángeles y otras ciudades norteamericanas. La producción original alcanzó 116 representaciones.

## Argumento
El monólogo es una adaptación del original de William Luce, a través del cual, se muestra la vida de Emily Dickinson, para la cual la propia Emily dialoga imaginariamente con personajes de su pasado, recuerda sus vivencias, resucita cartas, intenta explicar el por qué de su encierro en los últimos años de vida. La obra incluye la recitación de sus poemas.

## Puestas en escena en español
Con traducción de Silvina Ocampo, el estreno en español estuvo a cargo de la primera actriz uruguaya China Zorrilla dirigida por Alejandra Boero en el Teatro Odeón en 1981 manteniéndose dos temporadas en cartel con más de 500 representaciones seguida por una gira en el interior de Argentina y Latinoamérica que culminó con una presentación en el Kennedy Center Centro John F. Kennedy para las Artes Escénicas de Washington D. C., el Hunter College de Nueva York y la casa de Dickinson en Amherst, Massachusetts.
En 1984 Emily le propició un retorno triunfal a Montevideo en un Uruguay nuevamente democrático después de haber estado proscripta durante una década. Los diarios titularon «El regreso de China Zorrilla tuvo un claro valor simbólico: al estrenar «Emily» tendió un puente para el reencuentro de todos los uruguayos» y «China Zorrilla volvió junto con la democracia: después de estar 10 años prohibida, la popular actriz subió de nuevo a un escenario de Montevideo».
Fue repuesta en Buenos Aires por Norma Aleandro en 2007 y en Madrid por Analía Gadé en 1983.

## Representaciones destacadas
- Longacre Theatre, Broadway, 28 de abril de 1976.
  - Dirección: Charles Nelson Reilly.
  - Intérprete: Julie Harris.

- Teatro Regina, Buenos Aires, enero de 1981. Estreno Sudamericano. En 1984 fue representada en el Teatro Alianza de Montevideo.[6][7]
  - Dirección:Alejandra Boero
  - Intérprete: China Zorrilla
  - Traducción: Silvina Ocampo
  - Vestuario: Guma Zorrilla

- Teatro Infanta Isabel, Madrid, 1 de abril de 1983. Estreno en España.
  - Dirección: Miguel Narros.
  - Escenografía: Andrea D'Odorico.
  - Intérprete: Analia Gadé.